# Prozessmanager (Computer)

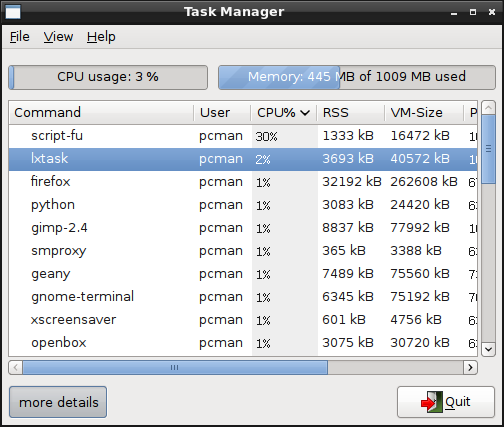
lxtask, der kleine und „leichte“ Taskmanager der Desktopoberfläche LXDE

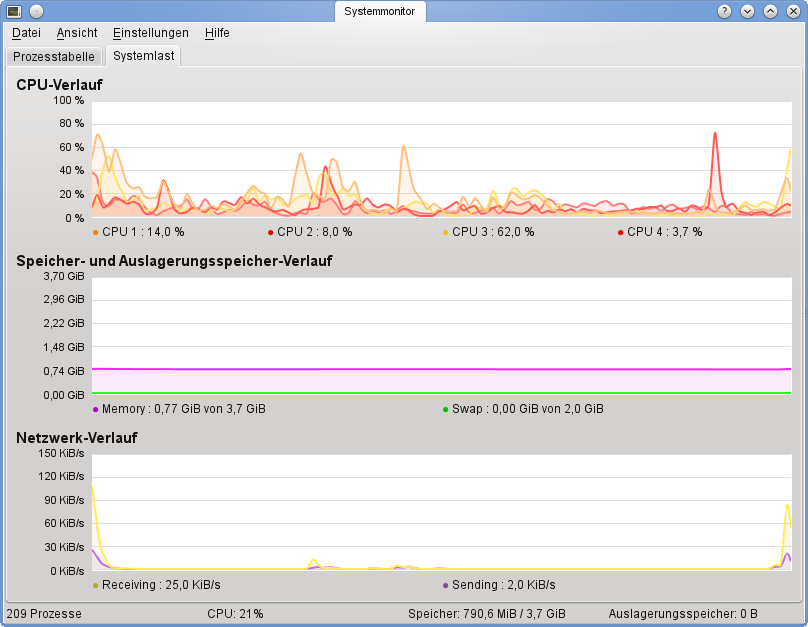
Der KDE-Taskmanager ksysguard mit Leistungsdiagrammen

Der Taskmanager von Windows 8

Ein Prozessmanager bezeichnet ein Computerprogramm zur Verwaltung von laufenden Programmen und Systemprozessen und Darstellung des Prozesskontexts. Bei manchen Betriebssystemen spricht man auch von Taskmanager (zu Task), oder von Process Viewer.

## Grundlagen
Ein Prozessmanager stellt grundlegende Informationen zu den zurzeit aktiven Prozessen dar. Dies umfasst i. d. R. den Namen des ausführenden Prozesses, die dazugehörige Kennung, den Pfadnamen der ausführenden Programmdatei, die Prozesspriorität, den aktuellen Speicherverbrauch, den Computerbenutzer, unter welchem der Prozess gestartet wurde und weitere Verwaltungsinformationen des Betriebssystems dar.
Außerdem kann er zur genaueren Überwachung der CPU-Auslastung dienen, da er üblicherweise auch die aktuelle Prozessorauslastung eines jeden Prozesses anzeigt. Des Weiteren implementiert er die grundlegenden Funktionen der Prozessverwaltung, das sind kill (Beenden des Prozesses, Escape-Taste), suspend (Anhalten des Prozesses) sowie eine Steuerung der Prozesspriorität (Hierarchie der laufenden Prozesse, welche die Ausführungsreihenfolge bestimmt).
In den meisten modernen Betriebssystemen ist der Prozessmanager direkt über die erste Instanz des Systemresets (Klammergriff) erreichbar, um Probleme, insbesondere „Einfrieren“ oder Performance-Einbrüche und unerklärliche 100-%-Auslastungen einfach diagnostizieren und beheben zu können.
Ausgebautere Prozessmanager bieten auch einen Überblick über die einzelnen Threads des Prozesses, geladenen Programmbibliotheken, Netzwerk- und Internetzugriffe und Ähnliches, sowie einfache Systeminformationen (Grundlegende Daten zu Speicherauslastung und Performance). Außerdem schlüsseln sie die Hierarchie der Prozessabhängigkeiten (Depends) und der Zugriffe (Handles, Locks) auf – Ersteres zeigt, welche weiteren Prozesse ein Prozess selbst aufgerufen hat, Letzteres, warum sich beispielsweise eine Datei nicht umbenennen oder verschieben lässt, obwohl sie nicht in einem Fenster geöffnet ist.

## Beispiele
DOS und Windows
- Liste der aktiven Programme, durch aktivierte Programmumschaltung in der DOS-Shell[1]
- Taskmanager (auf Befehlszeile TaskMgr[.exe] genannt) – der betriebssystemeigene Verwalter in Windows (in der NT-Reihe), mit integrierten System- und Netzwerkmonitoren; ist auch nahezu namensgleich in ReactOS enthalten (oder genauer: wurde dort teilweise nachgebaut)
- Process Viewer (PrcView[.exe]) – 1995 von Igor Nys entwickelt, 2002 in die Norton SystemWorks[2] (urspr. Peter Norton Computing, seinerzeit schon Symantec) übernommen[3]
- Process Explorer (ProcExp[.exe]) – 1996 von Mark Russinovich für Winternals/Sysinternals entwickelt und auch Freeware, 2006 an Microsoft verkauft (Windows Sysinternals), heute in der Sysinternals Suite kostenfrei angeboten[4]

Unixähnliche Systeme
- Konsolenprogramme unter Unix und unixoiden Betriebssystemen (wie z. B. Linux): ps, kill und nice
- top mit ständiger dynamischer Aktualisierung der Prozessanzeige
- KSysguard oder KDE System Monitor, ein grafisches Systemprogramm unter KDE
- System Activity für KDE 4
- KDE System Guard und KTop unter KDE 3
- GNOME System Monitor unter GNOME
- Xfce Task Manager für Xfce
- Aktivitätsanzeige (Activity Monitor) unter macOS ab Panther (Version 10.3 von Mac OS X)

Mac OS (Classic)
- Process Viewer

Betriebssystemübergreifend
- GKrellM – BSD, Linux, Solaris, Mac OS X, Windows[5]